# Bolesław Skinder

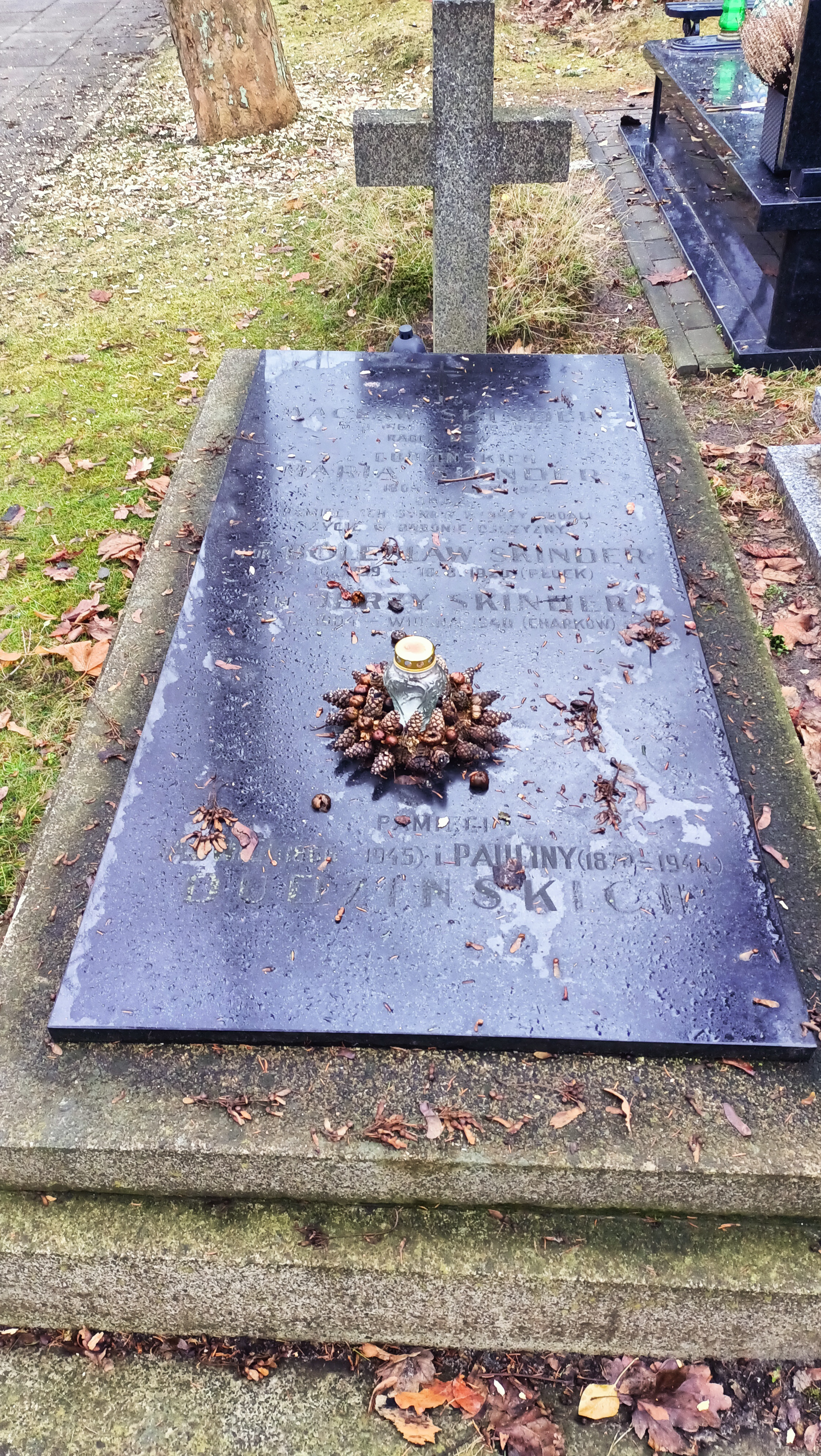
Grób Bolesława Skindera na Cmentarzu Wojskowym na Powązkach

Bolesław Skinder (ur. 20 października 1900 w Kotielnikowie, zm. 18 sierpnia 1920 pod Płockiem) – podchorąży Wojska Polskiego, działacz niepodległościowy.

## Życiorys
Urodził się 20 października 1900 w Kotielnikowie na Kaukazie jako syn Wacława (1861–1935) i Marii z Dudzińskch (1862–1944). Był bratem Tadeusza Antoniego (1897–1952), pułkownika dyplomowanego piechoty Wojska Polskiego i Jerzego Stefana (1902–1940), rotmistrza 19 pułku ułanów, zamordowanego przez NKWD w Charkowie. Uczył się w Gimnazjum im. Staszica w Warszawie, gdzie był plutonowym 16 drużyny harcerskiej.
Od 23 lutego do 20 czerwca 1920 był uczniem 27. klasy „Kawaleryjskiej” Szkoły Podchorążych w Warszawie. W czasie wojny z bolszewikami walczył w obronie Płocka jako młodszy oficer spieszonego szwadronu pułku jazdy tatarskiej, który został zorganizowany doraźnie z pieszych ułanów wszystkich pododdziałów pułku i 10 sierpnia 1920 pod dowództwem rotmistrza Rychtera obsadził okopy na przedmościu (od szosy Bielskiej do drogi polnej, prowadzącej z Chełpowa do cmentarza płockiego). 18 sierpnia 1920 o godz. 6 rano szwadron pod dowództwem porucznika Michała Lisieckiego razem z batalionem zapasowym 6 pułku piechoty Legionów (w I rzucie na jego lewym skrzydle) rozpoczął natarcie na Trzepowo i dalej na Bielsk. Między Trzepowem a kolonią Powsino szwadron został zaatakowany przez czołowe oddziały bolszewickiego III Korpusu Kawalerii. Widząc ogromną przewagę przeciwnika, szwadron na rozkaz swego dowódcy rozpoczął odwrót wespół z baonem zapasowym 6 pp Leg. Skupiony dokoła podchorążego Skindera, unosząc ciężko rannego swego dowódcę, szwadron odchodził krok za krokiem, skutecznie odpierając liczne szarże czerwonego kozactwa. Położenie stawało się krytyczne – amunicja była już na wyczerpaniu, padł ostatni strzał i osaczony szwadron stoczył swą ostatnią rozpaczliwą walkę na kolby i bagnety. Padł zarąbany ranny porucznik Lisiecki, odebrał sobie życie ostatnim nabojem swego pistoletu podchorąży Skinder, szwadron zaś został prawie w całości zniesiony na szaszkach sowieckich . Został pochowany na Cmentarzu Wojskowym na Powązkach (kwatera A 17, rząd 1, grób 30). 16 lutego 1921 został mianowany z dniem 1 stycznia 1921 podporucznikiem kawalerii. Jego nazwisko zostało umieszczone na jednej z dwóch marmurowych tablic pamiątkowych „Poległym wychowankom – Szkoła”, odsłoniętych w 1921 i 1927, w westybulu Szkoły Podchorążych Piechoty.

## Ordery i odznaczenia
- Krzyż Niepodległości z Mieczami – pośmiertnie 6 czerwca 1931 „za pracę w dziele odzyskania niepodległości”[15][1][16]